# Weiltalweg

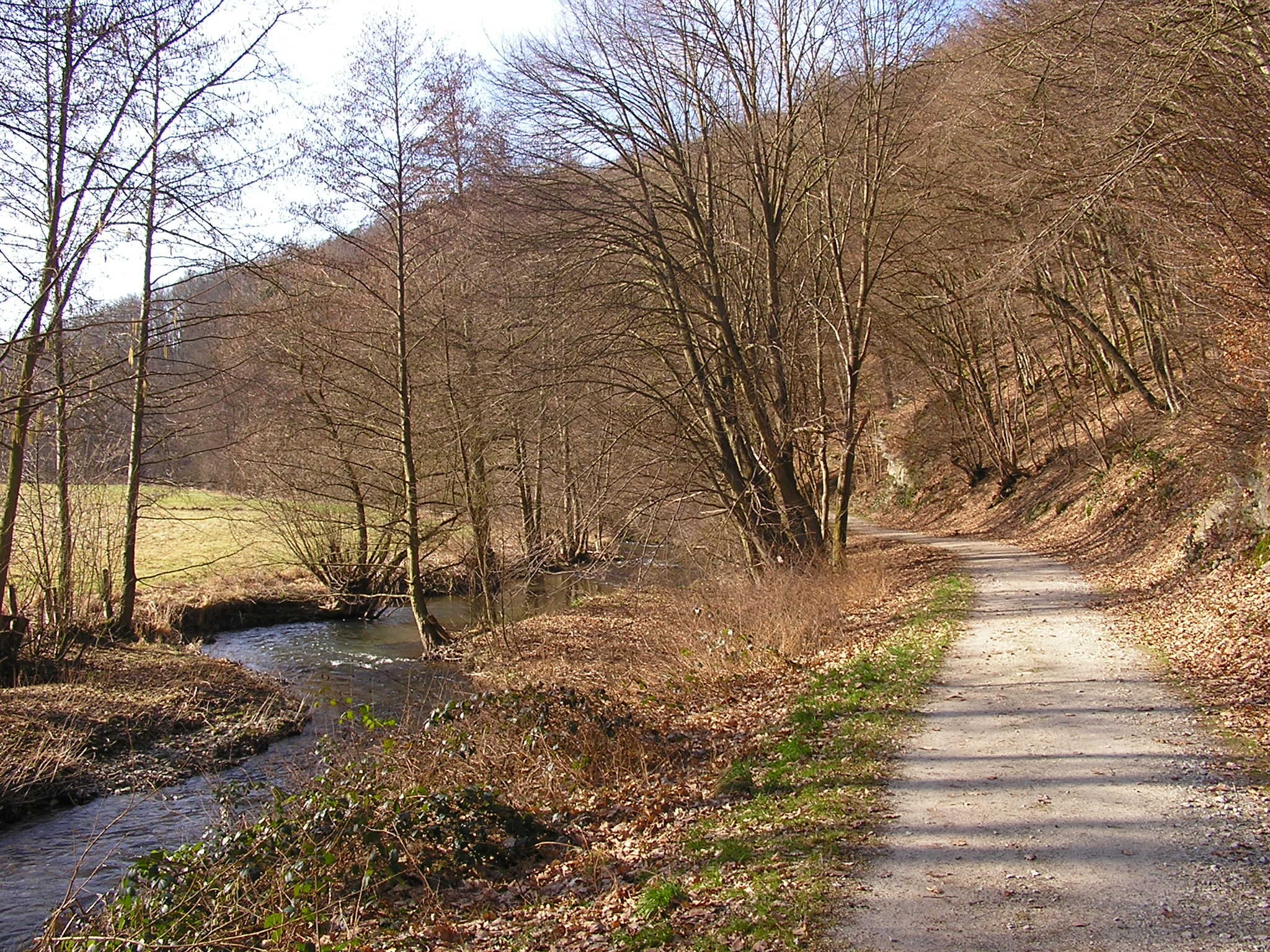
Zwischen den Weilroder Ortsteilen Neuweilnau und Rod an der Weil/Ziegelhütte läuft der Weiltalweg in unmittelbarer Nähe zur Weil.

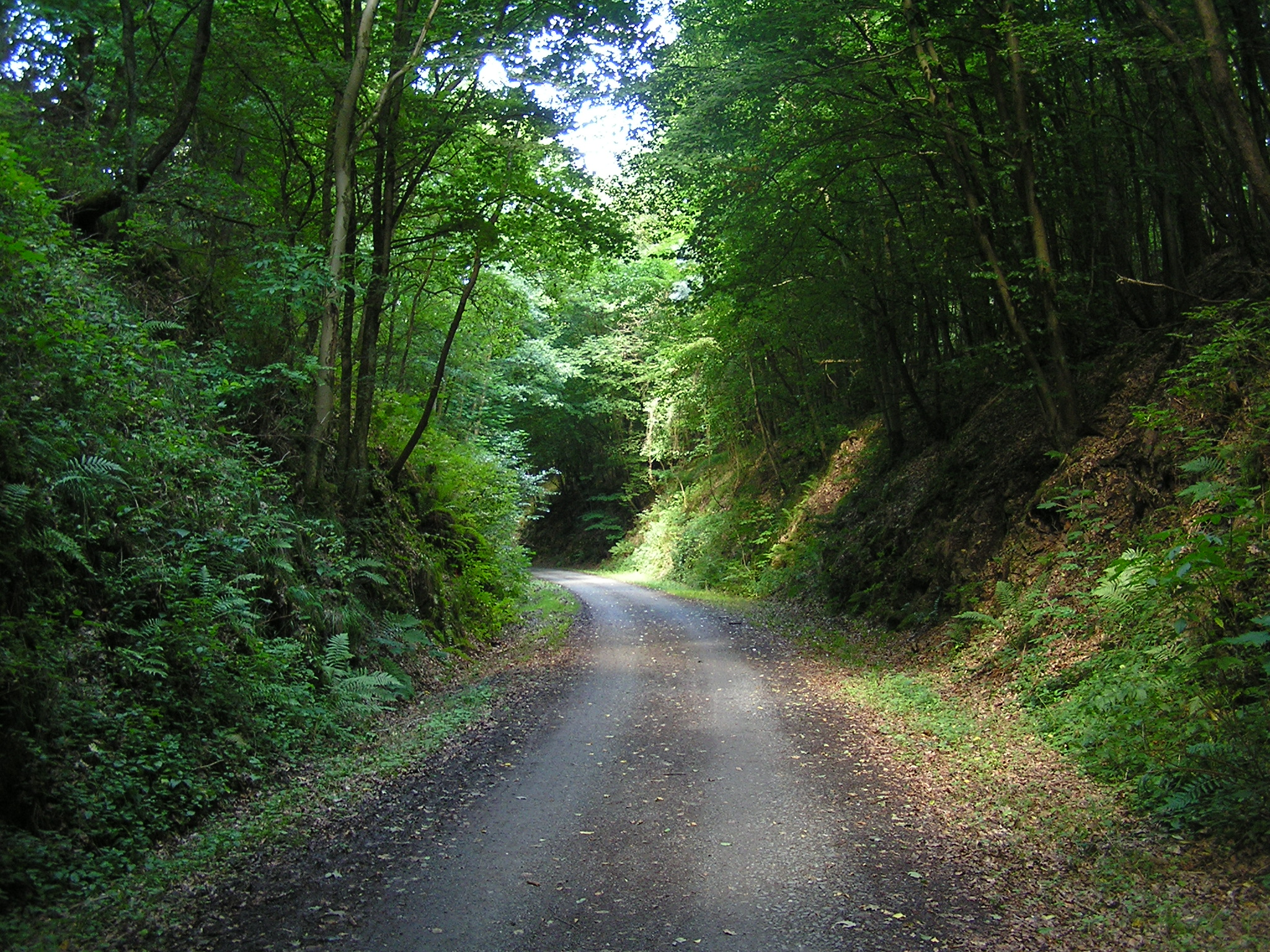
Zwischen Essershausen und Freienfels ist deutlich erkennbar, dass an Stelle des Weiltalwegs hier früher die Weiltalbahn verlief

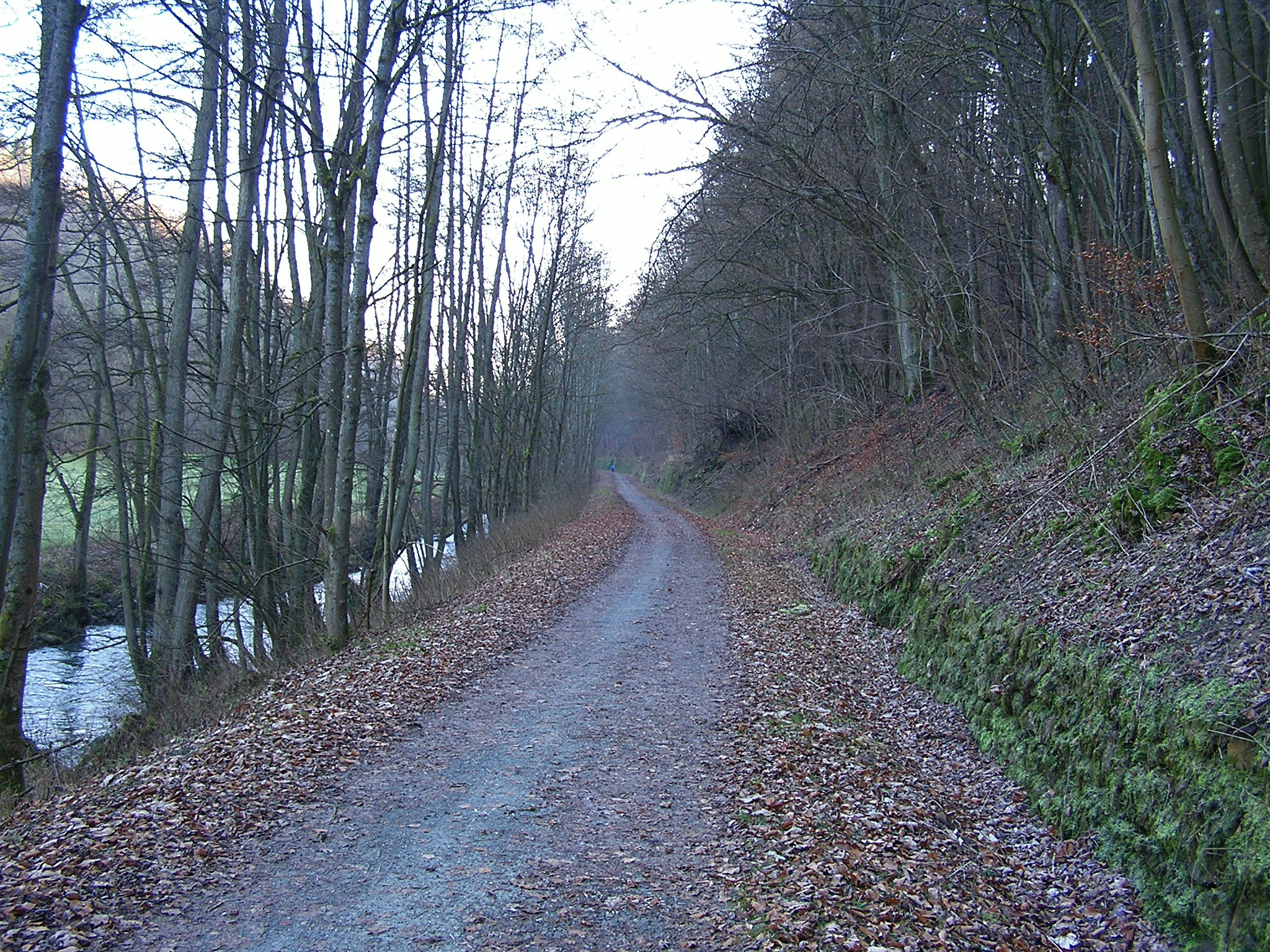
Der Weiltalweg vor Freienfels auf der Strecke der ehemaligen Weiltalbahn

Der Weiltalweg ist ein 48 Kilometer langer Rad- und Wanderweg im Taunus von der Quelle der Weil am Kleinen Feldberg bis zu ihrer Mündung in die Lahn bei Weilburg. Er wurde 1991 durch den Umlandverband Frankfurt geplant und realisiert.

## Wegbeschreibung

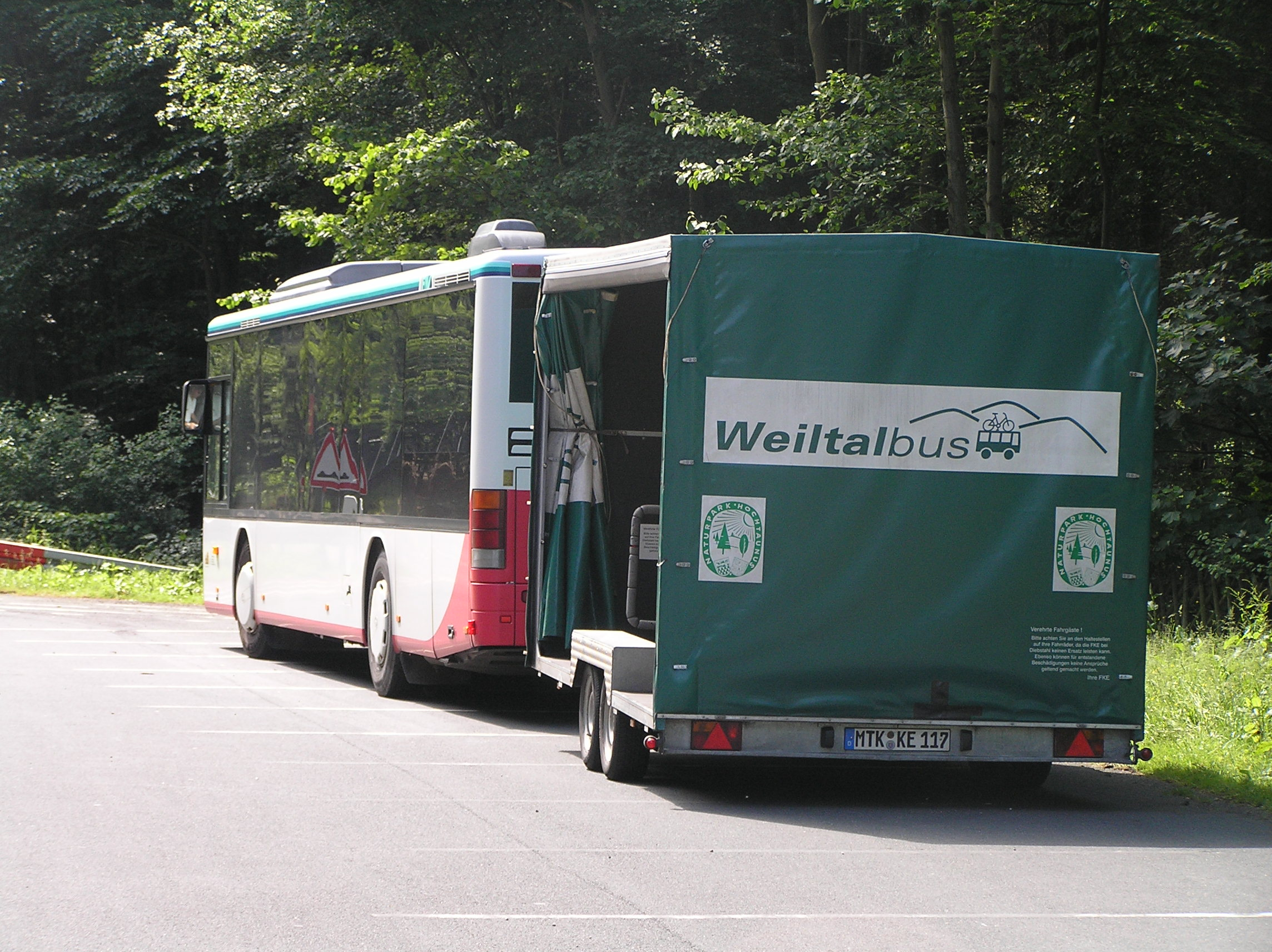
Weiltalbus

Der Weiltalweg beginnt in der Nähe der Quelle der Weil am Roten Kreuz unterhalb des Großen Feldberges. Es geht steil bergab nach Schmitten im Taunus. Dann über Weilmünster bis an die Lahn bei Weilburg. Dort besteht Anschluss an den Lahntal-Radweg Richtung Wetzlar und Gießen sowie Limburg und weiter nach Lahnstein zum Rhein.
Der Radweg folgt dem Tal der Weil und läuft zwischen Weilmünster und der Gunthersau bei Weilburg fast ausschließlich auf der Trasse der ehemaligen Weiltalbahn. Er überwindet 560 Höhenmeter und ist meist geschottert, verläuft kurzzeitig aber auch auf öffentlichen Straßen. Der Weg ist im oberen Bereich wegen steiler Abfahrten auf Splitt nur für geübte Radfahrer geeignet. Der Weiltalweg ist entlang der Strecke ausgeschildert. Zwischen Hunoldstal und der Landsteiner Mühle vor Altweilnau geht es auf drei Kilometer Strecke um 92 Höhenmeter hinauf und um 130 Meter hinunter.

## Zubringer

### Kreuzende Radfernwege
- Am Roten Kreuz: Limes-Radweg
- In Rod an der Weil: Hessischer Radfernweg R6
- Bei Weilburg: Lahntal-Radweg / Hessischer Radfernweg R7

### Bahn
Grävenwiesbach: Von der Taunusbahn kann man entlang der Nachbarschaft zur ehemaligen Weiltalbahn auf Nebenstraßen über Mönstadt und einen Waldweg kurz vor Weilburg auf den Weiltalweg gelangen.
Weilburg: Der Weiltalweg endet an der Lahn am Lahntal-Radweg, der in diesem Abschnitt auch der hessische Fernradweg R7 ist. Nach rund einem Kilometer in Richtung Weilburg erreicht man den Bahnhof Weilburg. Dort halten die Regionalbahn von Limburg nach Gießen und der Regional-Express von Koblenz nach Gießen (Lahntalbahn); Details hier.

### Fahrrad-Bus
Von Mai bis Oktober fährt regelmäßig samstags, sonntags und feiertags ein Bus mit Fahrrad-Anhänger (Linie 245) ab Bahnhof Bad Homburg oder der Endstation der Frankfurter U-Bahn (U3) Oberursel-Hohemark (300 m ü. NN) über den Pass Sandplacken und Weilmünster nach Weilburg.
Fahrradbus-Haltestellen
- Bad Homburg Bahnhof 4

abwechselnd mit:
- Oberursel-Hohemark
- Arnoldshain, Sandplacken
- Schmitten, Kirche
- Altweilnau, Erbismühle
- Rod a.d. Weil, Schmiedhof
- Weilrod, Winden
- Weilmünster, Krankenhaus ZOB
- Ernsthausen
- Edelsberg, Weilstraße
- Freienfels, Weilstraße
- Weilburg, Guntersau Hauptstraße
- Weilburg ZOB 4

### Anfahrt: Sandplacken – Rotes Kreuz – 5 km bzw. 7,9 km

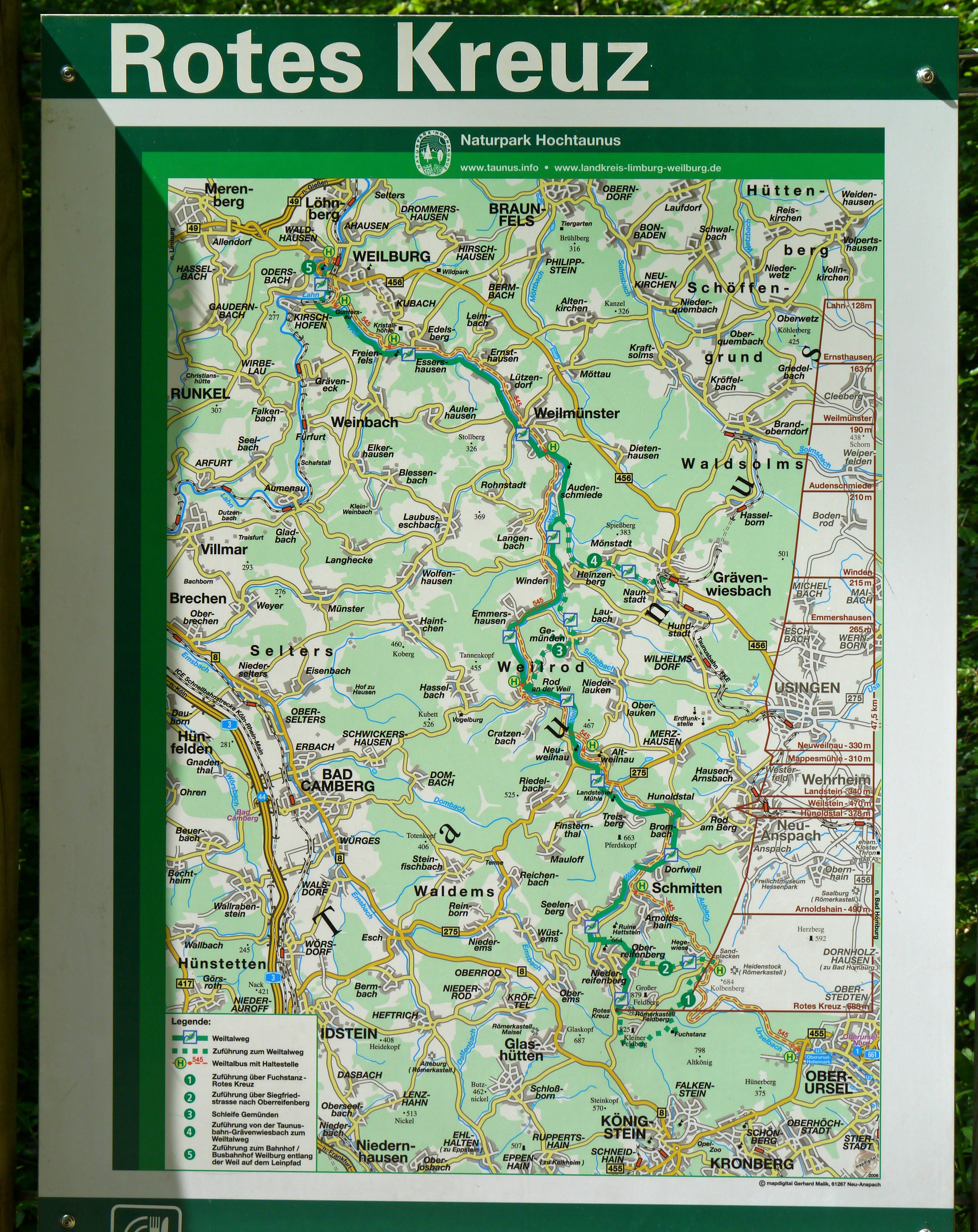
Infotafel zum Weiltalweg

Zwei Wege, südlich und nördlich um den Großen Feldberg, führen von der Bushaltestelle Sandplacken (669 m ü. NN) zum Ausgangspunkt des Weiltalwegs am Roten Kreuz (688 m ü. NN).
Der nördliche Weg ist der Limes-Radweg. Von der Bushaltestelle in Richtung Weilburg überkreuzt man die Straße, fährt am Gasthaus vorbei über den Parkplatz. Der Limesradweg verläuft erst links der Straße zum Großen Feldberg. Diese kreuzt man nach 300 Metern. Die Fahrradroute steigt 2,5 Kilometer kontinuierlich bis auf eine Höhe von 773 m an und dann kontinuierlich ab. Nach 4,2 Kilometern erreicht man den Fußweg zur Weilquelle, kurz darauf fährt man am Römerkastell vorbei.
Der südliche Weg ist wesentlich flacher und biete auf dem Weg zum Fuchstanz Aussichten auf den Frankfurter Raum. Noch vor der Straßenkreuzung zum Großen Feldberg zweigt ein Weg links ab. Nach vier Kilometern hat man die Gaststätte Fuchstanz erreicht. In Rückwärtsrichtung geht links ein Weg nach oben. Auf 1,2 Kilometer sind hier 63 Meter Höhendifferenz zu überwinden. An der Weggabelung fährt man dann den linken flachen Weg. Das letzte Stück verläuft rechts parallel der Straße.

## Alternative Höhen-Route: Rotes Kreuz – Weilmünster
Besonders an heißen Tagen lohnt sich die Höhenroute zu fahren, die nur wenige kleine Steigungen aufweist.
Die Straße in Richtung Schmitten herunterfahren und dann zweimal links auf den Waldparkplatz und danach rechts, oder den Weiltalweg an der nächsten Wegkreuzung runter und über die Straße fahren. Ein gut ausgebauter Rad- und Wanderweg ist die durch große Waldgebiete führende Rennstraße. Ganz allmählich kommt man in die mittleren Lagen des Taunus, dem sogenannten östlichen Hintertaunus. Man fährt auf den Höhenzügen oberhalb der Ortschaften vorbei, nur ein ganz kurzes Stück Nebenstraße und kommt an dem Segelflugplatz Riedelbach vorbei. So vermeidet man den 92 Meter Anstieg hinter Hunoldstal.
Mehrere gut fahrbare Waldwege führen rechts hinab zum Weiltalweg, unter anderem der beschilderte hessische Fernradweg R6. Zum Beispiel über Mauloff und von dort links der Straße den Waldweg hinunter.